# El hombre del labio torcido
El hombre del labio retorcido (título original: The Man with the Twisted Lip) es uno de los 56 relatos cortos sobre Sherlock Holmes escrito por Arthur Conan Doyle. Fue publicado originalmente en The Strand Magazine y posteriormente recogido en la colección Las aventuras de Sherlock Holmes.

## Argumento
Este nuevo relato de la prolífica serie comienza con la descripción que hace el doctor Watson de su amigo Isa Whitney, adicto al opio. Una noche de junio de 1889, Watson tiene que ir a buscar a Whitney a un sórdido fumadero de los barrios bajos londinenses, a instancias de su desgraciada esposa. Para su sorpresa, allí se encuentra a Holmes, y lo que parecía que iba a ser una historia sobre el mundo del opio y sus lacras da un giro total. Watson se une de buen grado a la investigación que está realizando Holmes, limitándose a enviar una nota a su esposa.
Curiosamente, al principio del relato la señora Watson se equivoca y se refiere a su marido como James en lugar de John.
Tras su encuentro, Holmes conduce a Watson a las cercanías de Lee, en el condado de Kent. En el trayecto le explica que el matrimonio Saint Clair vivía felizmente en The Cedars, una lujosa mansión. La desaparición del marido, Neville Saint Clair, en misteriosas circunstancias, ha conducido a Holmes al sórdido antro donde le ha encontrado Watson. Según parece, Saint Clair ha sido asesinado por Hugh Boone, un mendigo cuyo labio retorcido le da un siniestro aspecto. Todas las pruebas acusan al mendigo, que ya ha sido encarcelado. Pero la llegada de un mensaje junto con el anillo de Saint Clair hace cambiar totalmente las expectativas. Holmes, tras una de sus habituales noches en vela, logra resolver felizmente el caso de un hombre que descubrió que era más rentable fingir ser un mendigo que trabajar en su profesión de periodista porque ganaba más dinero que en su empleo real.